# Vatia
Vatia – wieś w Samoa Amerykańskim (Dystrykt Wschodni); na wyspie Tutuila; 640 mieszkańców (2010).